# Klagenfurter Dom

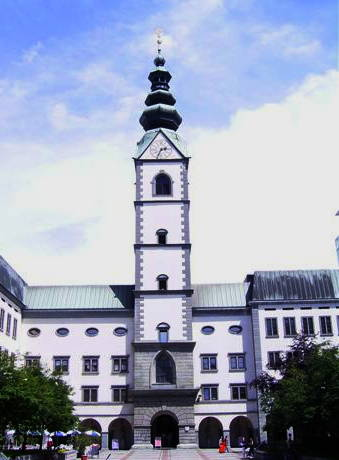
Klagenfurter Dom, Westseite

Die Dom- und Stadtpfarrkirche Hll. Petrus und Paulus, kurz Klagenfurter Dom, in der Stadtgemeinde Klagenfurt am Wörthersee, ist die Domkirche der Diözese Gurk-Klagenfurt und eine der römisch-katholischen Stadtpfarrkirchen im Dekanat Klagenfurt-Stadt. Die Kirche wurde ab dem Jahr 1581 als protestantisches Bethaus errichtet und der „Allerheiligsten Dreifaltigkeit“ geweiht und ist die größte in Österreich gebaute protestantische Kirche. Im Jahr 1600 im Zuge der Gegenreformation geschlossen, wurde sie vier Jahre später den Jesuiten übergeben, die sie Peter und Paul neu weihten und bis zur Ordensauflösung im Jahr 1773 betreuten. Im Jahr 1787 wurde die Kirche durch Bischof Franz Xaver von Salm-Reifferscheidt zur Kathedrale des Bistums Gurk erhoben. Nachdem im Jahr 1960 der sie umgebende Gebäudekomplex, die „Jesuitenkaserne“, abgetragen worden war, erhielt die nun freistehende Westseite eine entsprechende Fassade.

## Baugeschichte

### Historischer Hintergrund
Klagenfurt hatte bis zur Schenkung Maximilians an die Kärntner Landstände im Jahr 1518 innerhalb der landesfürstlichen Städte lange Zeit eine untergeordnete Rolle gespielt, was sich auch in der damaligen Anzahl von Kirchen in der Stadt widerspiegelte: Bis ins späte 16. Jahrhundert gab es hier nur zwei Kirchen, die heutige Hauptpfarrkirche St. Egid, damals Vikariat von Maria Saal, sowie die außerhalb der Stadtmauern gelegene Spitalskirche Heiligengeist. Ein Kloster gab es in Klagenfurt bis zur Gegenreformation nicht.

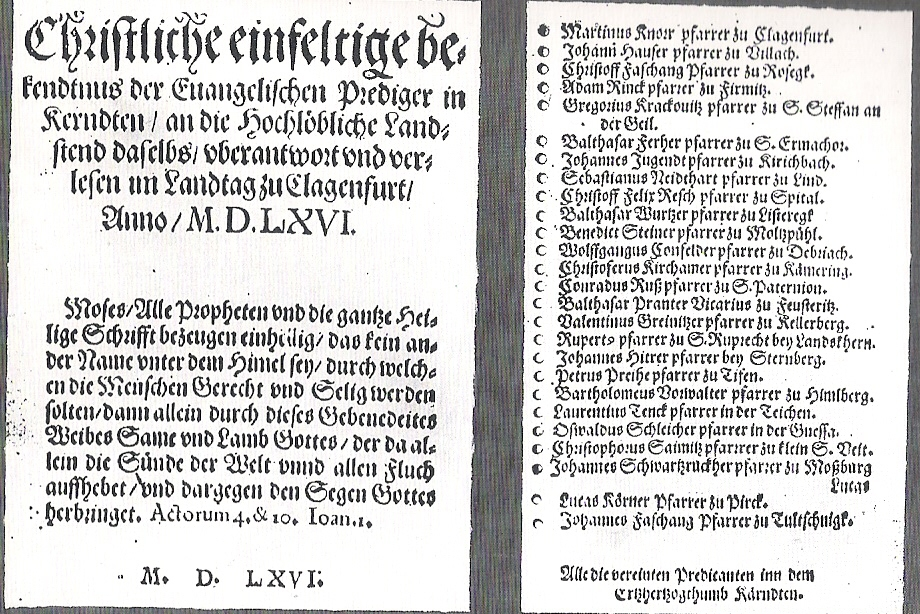
Bekenntnisschreiben Kärntner Pfarrer zum evangelischen Glauben, 1566

Im Lauf des 16. Jahrhunderts erfreuten sich die Lehren des Protestantismus in Innerösterreich immer größerer Beliebtheit, sowohl bei der einfachen Bevölkerung als auch bei den Landständen. Die Reformation erreichte Klagenfurt später als andere Städte, erst im Jahr 1563 verlas Martin Knorr, Pfarrer von Klagenfurt, in der St.-Egid-Kirche „die erste deutsche Messe oder Kommunion nach Gottes reinem Befehl und der Augsburgischen Konfession“. Knorr unterschrieb drei Jahre später neben anderen Kärntner Pfarrern ein Bekenntnis Kärntner Prädikanten, womit der neue Glauben gleichsam zur offiziellen Religion der Stadt erklärt wurde. Auch der zahlreiche Zuzug unter anderem aus Württemberg und Sachsen trug im zweiten Drittel des 16. Jahrhunderts in der rasant wachsenden Stadt dazu bei, dass bereits ab den 1570er Jahren von einer durchgehend protestantischen Bevölkerung Klagenfurts gesprochen werden kann.
Nachdem die Landstände in ihrer neuen Residenz bereits ab dem Jahr 1574 den Bau des Landhauses sowie einer Ständeschule (dem späteren Europagymnasium) veranlasst hatten, stand die Stadt spätestens ab dem Jahr 1580 vor einer weiteren wichtigen Aufgabe zum Ausbau der städtischen Infrastruktur, dem Bau eines Bürgerspitals, das das baufällige Heiligengeistspital ablösen sollte. Diesem Spital sollte eine repräsentative Kirche angegliedert werden, da die bestehende Pfarrkirche, die heutige Heiligengeistkirche, zu klein geworden und zudem nach einem Brand im Jahr 1535 stark beschädigt war und die Vikariatskirche St. Egid noch immer dem Maria Saaler Dekan unterstand.

### Bau der evangelischen Dreifaltigkeitskirche
Auf Antrag des Klagenfurter Magistrats beschloss der ständische Kärntner Landtag am 10. Dezember 1580 die Zuweisung eines Bauplatzes südöstlich des alten Stadtkerns, da im bisherigen Stadtzentrum nicht mehr genug Platz für einen Neubau verfügbar war. Die Bauarbeiten für Kirche und Bürgerspital „von neyen grienen wosn“ (von Grund auf) begannen zu Beginn des Jahres 1581. Für die Planung und den Bau des Spitals war der Ratsbürger und spätere erste Bürgermeister Klagenfurts, Christoph Windisch, verantwortlich. Der Baumeister der Kirche ist unbekannt, wird jedoch im Umkreis von Johann Anton Verda vermutet, worauf auch stilistische Ähnlichkeiten mit dem Klagenfurter Landhaus hinweisen.

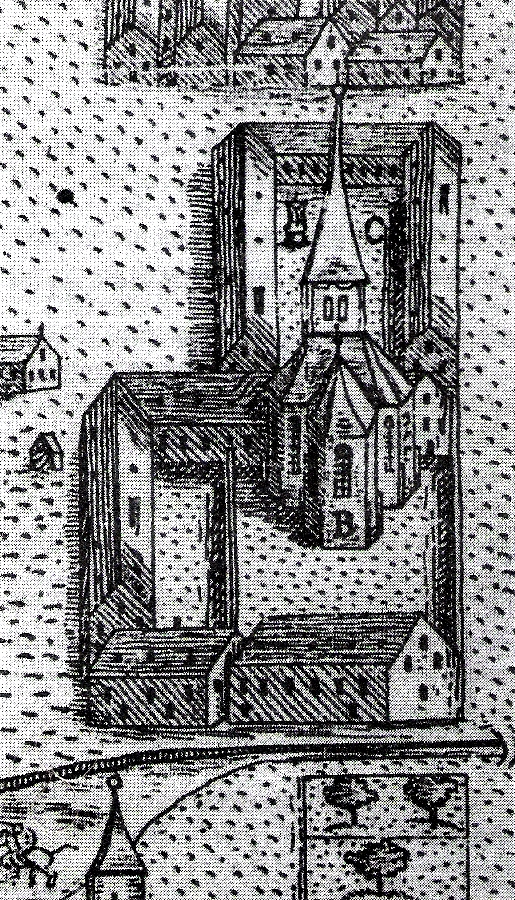
Die Kirche auf dem Klagenfurter Stadtplan 1605

Am 28. April 1591 wurde das Bauwerk von Stadtpfarrer Bernhard Steiner als ständische und zweite protestantische Predigerkirche der Stadt eröffnet und der „Allerheiligsten Dreifaltigkeit“ geweiht. Zu diesem Zeitpunkt waren weder Kirche noch Spital vollständig fertiggestellt. Das Bürgerspital wurde ab dem Jahr 1593 genutzt, für die Kirche bemühte sich Windisch noch im Jahr 1597 um Geldmittel für eine Orgel.
Die Dreifaltigkeitskirche wurde als einfacher, weiträumiger Saalbau mit einer doppelgeschoßigen Empore auf drei Seiten errichtet und ist in der heutigen Kirche noch gut zu erkennen. Das ursprüngliche Bauwerk ist bauhistorisch insofern von Bedeutung, als dass es sich vermutlich um die älteste große Wandpfeilerkirche Österreichs handelt. Der Innenraum war weitläufig und hell und mit einer Größe von etwa 20 auf 20 bei einer Höhe von 18 Metern hatte er fast die Form eines Kubus. Im Obergeschoß waren zum Kirchenraum hin für protestantische Kirchen typische Arkaden angebracht worden, an den Längsseiten je vier und an der Westseite drei.
Über die Ausstattung der Kirche zur Protestantenzeit ist nur wenig bekannt. Urban Paumgartner, der in einem Epos im Jahr 1605 die neu aufgebaute Stadt Klagenfurt beschrieb, erwähnt die von lebensgroßen Gestalten getragene Kanzel, den Altar mit einem Bild des letzten Abendmahls sowie die Orgel auf der Westempore. Der Innenraum war, wie eine spätere Restaurierung ergab, seinerzeit vollständig mit farbenfrohen Ranken- und Blattwerkfresken dekoriert, vermittelte also nicht die für protestantische Bethäuser typische schlichte und strenge Atmosphäre.
Außen schloss sich an die Kirche westseitig der dreiflügelige, zunächst einstöckige Bau des Spitals an, das ungefähr die Fläche des heutigen Domplatzes einnahm. Im Osten der Kirche, dem heutigen Pfarrhof, wurde ein Friedhof angelegt.

### Umbauten unter den Jesuiten
Bereits um das Jahr 1580 leitete die katholische Kirche die Gegenreformation ein, was in Kärnten jedoch zunächst keine unmittelbaren Folgen hatte. Die Situation verschärfte sich erst, als der innerösterreichische Erzherzog Ferdinand am 1. Juni 1600 per Dekret die Schließung aller protestantischen Kirchen und Schulen in Kärnten und die Ausweisung der Prädikanten und Schulmeister verfügte. Nachdem die landesfürstliche Anordnung nichts bewirkt hatte, entsandte Ferdinand eine Reformationskommission unter dem Seckauer Bischof Martin Brenner nach Kärnten, um eine Bekehrung vor Ort zu erwirken. Klagenfurt war die letzte Station dieser Mission, von 11. bis 13. November verhandelte die Kommission mit den Ständen. Letztlich wurden dem Bischof die Schlüssel von Dreifaltigkeits- und Heiligengeistkirche ausgehändigt und diese bis auf weiteres verschlossen.
Die Kirche wurde im Jahr 1604 den Jesuiten übereignet. Der Weihbischof Karl von Grimming weihte die Kirche nunmehr den Aposteln Petrus und Paulus. Der Spitalbau wurde um ein Stockwerk erhöht, um dort einer Jesuitenschule und der Ordensgemeinschaft selbst Platz zu schaffen. Das Spital wurde in einem Gebäude einige hundert Meter weiter untergebracht, im Jahr 1663 wurde daran eine neue Bürgerspitalskirche angebaut.

Die Kirche um 1730. Im Vordergrund das ehemalige Spitalsgebäude, das den Jesuiten als Kloster und Schule diente.

Die Jesuiten gestalteten zunächst den Innenraum im Stil des Barock um. Bereits im Jahr 1606 waren die bisherigen Nischen an den nördlichen und südlichen Seitenflügeln in Kapellen umgewandelt und darin sechs Altäre aufgestellt. Wesentliche bauliche Veränderungen an der Kirche erfolgten jedoch erst Jahrzehnte später, was einerseits an mangelnden Mitteln, andererseits daran lag, dass die Jesuiten der ihnen zunächst sehr feindlich gestimmten Stadt gegenüber demonstrative Aktionen zu vermeiden suchten. Im Jahr 1661 wurde eine Stiftung der Familie Orsini-Rosenberg für den Anbau der Franz-Xaver-Kapelle, der heutigen Marienkapelle, im südlichen Teil verwendet. Die Wand vor dem ursprünglichen Altar wich einem weitläufigen Presbyterium und im Jahr 1664 wurde eine Krypta mit 50 Begräbnisstätten sowie einem dem Hl. Bischof Valentin geweihtem Altar eingerichtet. Der Umbau des ursprünglich polygonförmigen Priesterchors im Osten des Gebäudes in eine halbrunde Apsis wurde im Jahr 1665 vollendet. Gabriel Wittini begann im Jahr 1668, die Kirche mit Stuck auszuschmücken. Dabei wurde der gesamte Deckenschmuck, der noch aus der protestantischen Zeit stammte, überdeckt. Wittinis Werk ist heute noch zum Teil noch erhalten (an der Westempore und am ehemaligen Eingang an der Nordseite).
In den Jahren 1715 bis 1720 erhielt die Kirche neue Altäre, die schon im Jahr 1723 einem Großbrand zum Opfer fielen. Dieses Feuer, das von einem der Nachbarhäuser auf die Kirche übergegriffen hatte, vernichtete auch einen beträchtlichen Teil der Einrichtung sowie das Dach. Neben der Beseitigung der Schäden vervollständigten die Jesuiten in den darauf folgenden Jahren die Ausschmückung der Kirche. In den Seitenkapellen wurden Altäre errichtet, die Gewölbe des Chors und des Langhauses, der Seitenkapellen und der Emporen wurden ab dem Jahr 1725 neu stuckiert, und schließlich erhielt der Turm im Jahr 1729 einen neuen Helm in Form einer Doppelzwiebel. Die Neugestaltung des Hochaltars wurde mit der Vollendung des von Säulen gerahmten Gemäldes vom Abschied der beiden Kirchenpatrone im Jahr 1752 vollendet.

### Erhebung zum Dom, Nutzung und Umbauten bis heute
Nach der Aufhebung ihres Ordens durch Papst Clemens XIV. im Jahr 1773 mussten die Jesuiten Klagenfurt verlassen. Das Klostergebäude wurde um eine weitere Etage aufgestockt und fortan als Kaserne genutzt. Diese sogenannte „Jesuitenkaserne“ bestand noch bis ins Jahr 1960 und diente im Kärntner Abwehrkampf kurzzeitig als Internierungslager. Die Kirche, die bis dahin lediglich eine Filiale der Pfarre St. Egid gewesen war, wurde im Jahr 1784 zur Pfarrkirche erhoben. Im Jahr 1787 verlegte der damalige Bischof der Diözese Gurk, Franz Xaver von Salm, seine Residenz von Straßburg (bzw. Pöckstein) nach Klagenfurt und erhob die Kirche zunächst provisorisch und im Jahr 1793 endgültig zum Dom der Gurker Bischöfe.

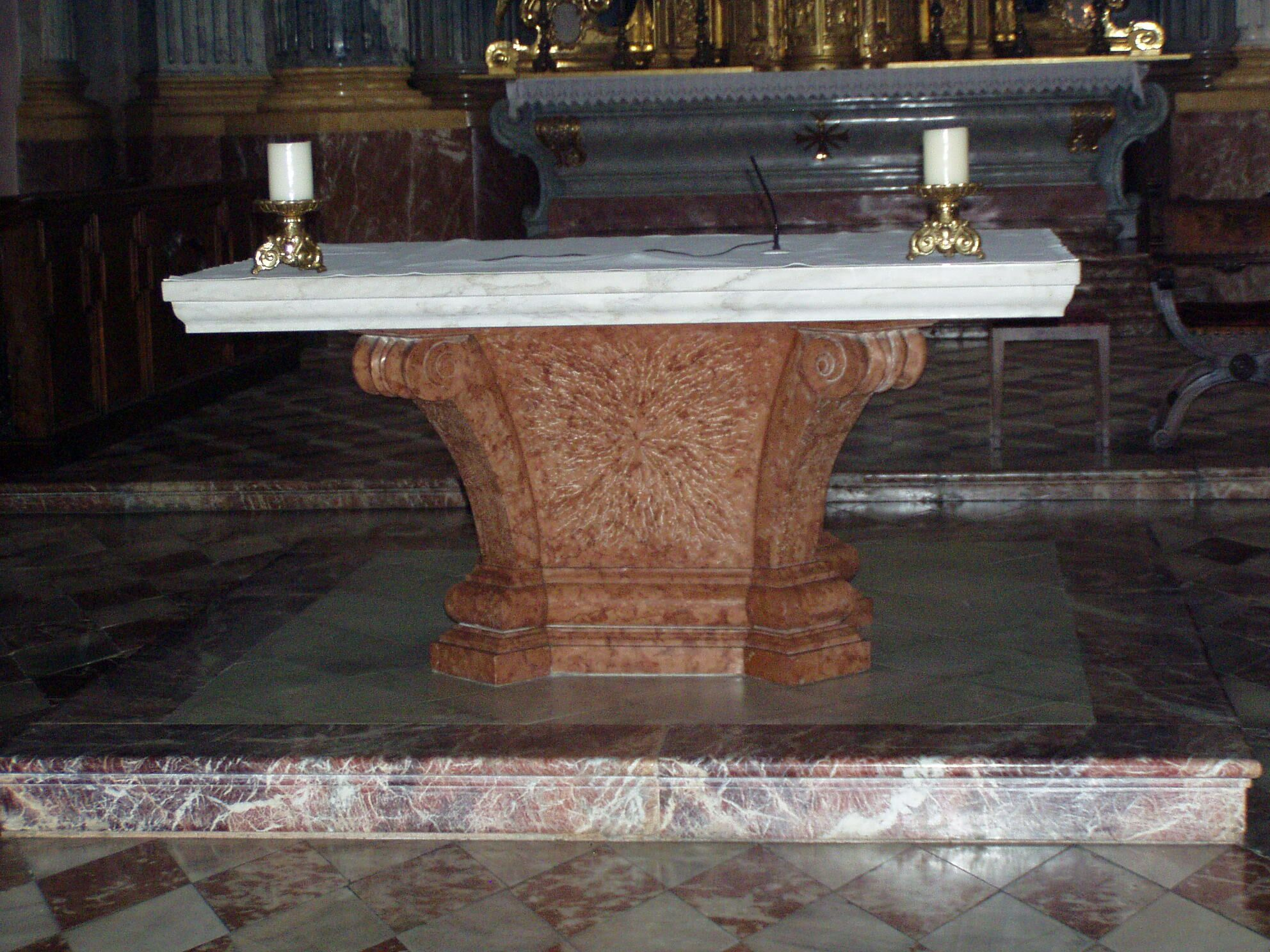
Volksaltar von 1990/91

Während der Franzosenkriege wurde Klagenfurt dreimal (1797, 1805 und 1809) besetzt. Nach dem Sieg der napoleonischen Streitmacht im Jahr 1809 wurde der Kirchenbau in ein Mehl- und Brotlager umfunktioniert. Die dabei entstandenen Schäden konnten erst in den Jahren 1823 und 1824 wieder behoben werden. Und erst gut weitere einhundert Jahre später, in den Jahren 1927 bis 1929, erfuhr der Dom unter Fürstbischof Adam Hefter und dem Dompfarrer Josef Maier seine nächste Renovierung. Auf diese Erneuerungsarbeiten ging unter anderem auch die bis ins Jahr 1990 bestehende Farbgebung des Innenraums in weiß, gelb und grün zurück.
Während des Zweiten Weltkrieges wurde der Dom mehrmals durch Bomben beschädigt. Auch die „Jesuitenkaserne“ wurde schwer getroffen und schließlich in den 1960er Jahren abgetragen. Die Schäden an der Domkirche selbst wurden erst bei einer umfassenden Außenrenovierung zwischen den Jahren 1974 bis 1977 vollständig behoben. Die Westfassade wurde nach einem Entwurf von Ewald Kaplaner neu gestaltet und erinnert an das Erscheinungsbild des Klagenfurter Landhauses. Anlässlich dessen wurde auch der Domplatz neu gestaltet. Bei der bisher letzten Umgestaltung des Innenraums in den Jahren 1990 und 1991 wurde dieser in den ursprünglichen Farben des 17. Jahrhunderts gestaltet und schließlich ein neuer Volksaltar geweiht.

## Baubeschreibung

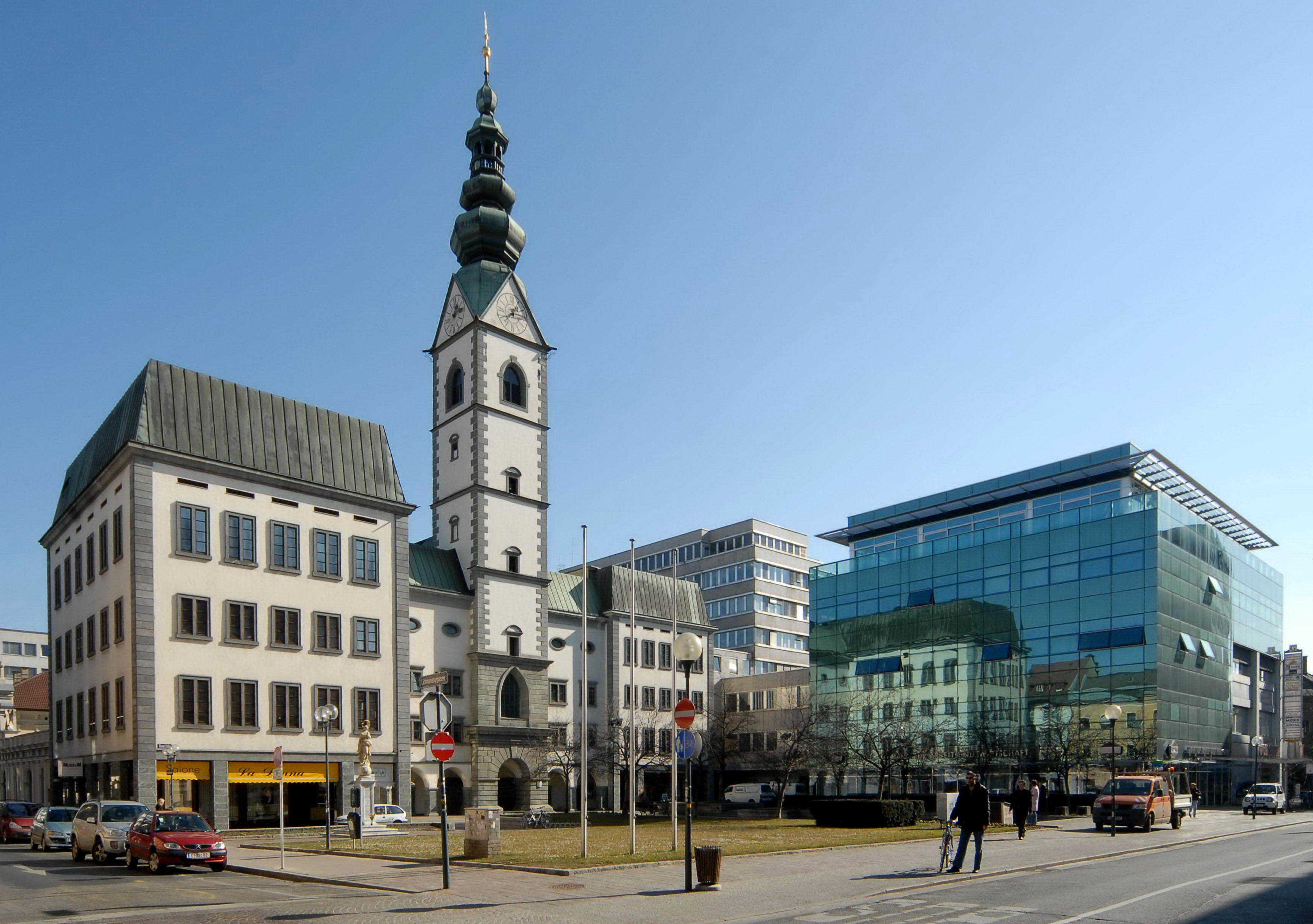
Domplatz und Westfassade des Klagenfurter Doms

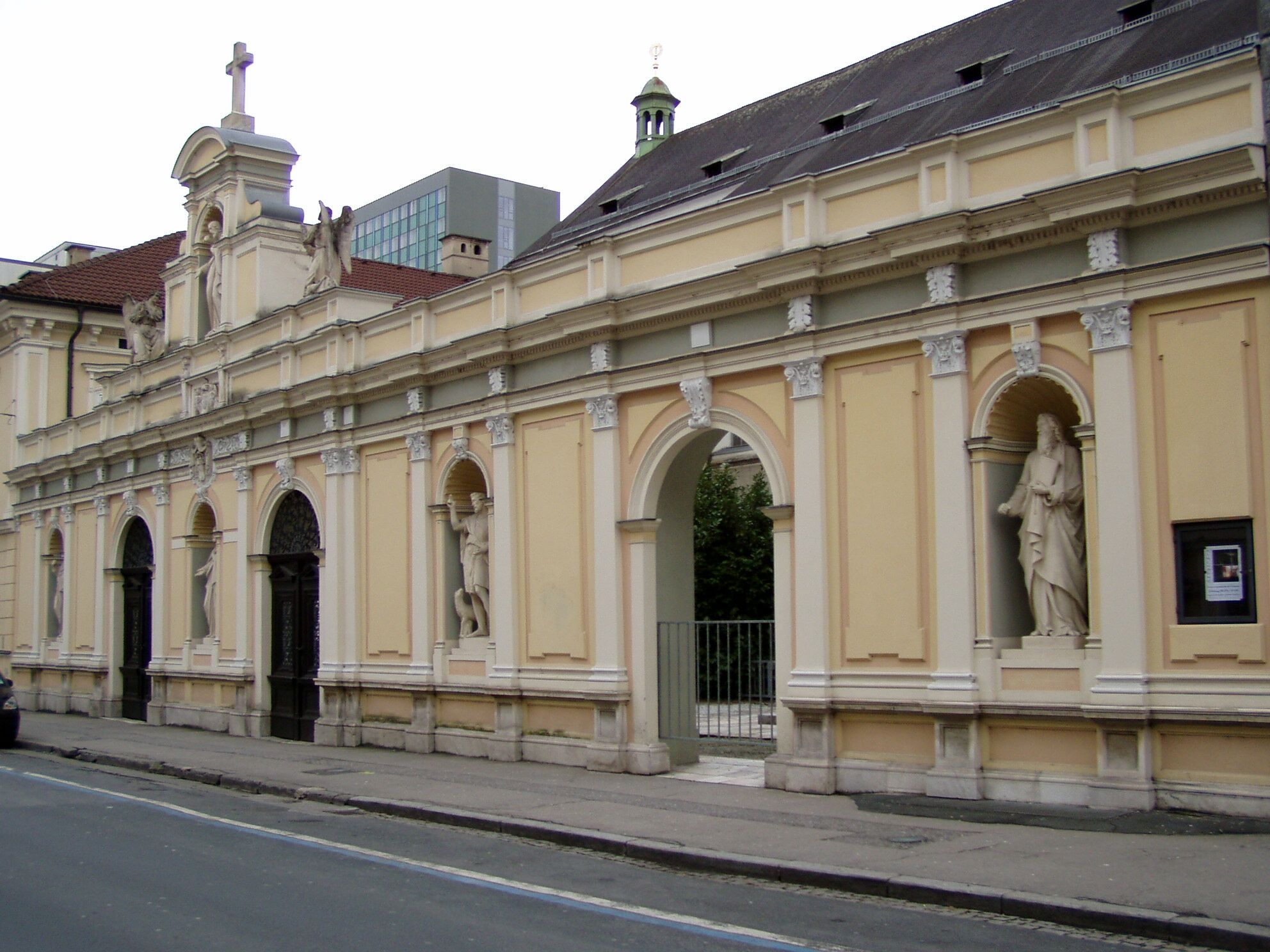
Fassadenmauer vor dem nördlichen Seiteneingang

Der weitgehend nüchterne, 46 Meter lange und 20 Meter breite Außenbau der Hallenkirche ist durch umliegende Bauten weitestgehend der Sicht entzogen. Lediglich vom Domplatz aus bietet sich ein Blick auf die Westfassade mit dem fast 70 Meter hohen, sechsgeschoßigen und leicht vorgerückten Vorhallenturm, der mit einem doppelten Zwiebelhelm und einer Laterne bekrönt ist. Auf beiden Seiten des Turms wurde im Jahr 1973 je ein Gebäude angebaut, in denen sich unter anderem das Diözesanmuseum befindet. Die ursprünglich zugemauerten Arkaden des Erdgeschoßes bilden heute den Zugangsbereich der Kirche. Im Arkadengang sind vier barocke Sandsteinfiguren des Venezianers Francesco Robba aufgestellt, die ursprünglich am Alten Platz als Teile der Johannes-Nepomuk-Säule gestanden hatten. Sie stellen die vier Schutzpatrone der Pest, die Heiligen Rochus, Sebastian, Ursula und Johannes Nepomuk dar.
Bis ins Jahr 1973 befand sich der Haupteingang der Kirche an der Nordseite, heute wird dieser als Nebeneingang genutzt. Entlang der angrenzenden Lidmanskygasse verläuft eine Fassadenmauer, die den Eingang und den davor liegenden kleinen Innenhof von der Straße trennt. In dieser Mauer sind vier Nischen eingelassen, in denen sich Sandsteinfiguren von Josef Veiter (1819–1902) befinden: Nächst dem Eingang links der Landespatron von Kärnten, der hl. Josef, rechts der Patron der Diözese, Johannes der Täufer, weiter außen die Kirchenpatrone: links Petrus, rechts Paulus. Durch einen im Jahr 1879 erbauten, renaissanceartigen Portikus gelangt man in einen Hof, in dem eine Statue der hl. Hemma, die vom Kärntner Bildhauer Herbert Unterberger angefertigt wurde, aufgestellt ist.
Die Kirche ist eine weiträumige Emporenhalle. Das Kirchenschiff besitzt ein Tonnengewölbe, die Stichkappen leiten mit Sichtschächten zu den Fenstern über. An drei Seiten befinden sich Arkadengänge. An der Nord- und Südseite sind die Pfeilerarkaden rundbogig, an der Westseite spitzbogig, ein Anklang an die Spätgotik. Im Erdgeschoß sind die Arkaden durch Zwischenmauern zu Kapellen geworden: Je vier an den Längswänden, drei an der westlichen Schmalseite. Pilaster unterteilen das Schiff in vier Joche, sie tragen ein vorkragendes Gesims, das die Wand vom Gewölbe trennt. Wände und Gewölbe tragen einen reichen, dichten Stuckdekor. Der dreijochige Chor ist langgestreckt, tonnengewölbt und besitzt einen halbrunden Schluss.

## Innenraum und Ausstattung

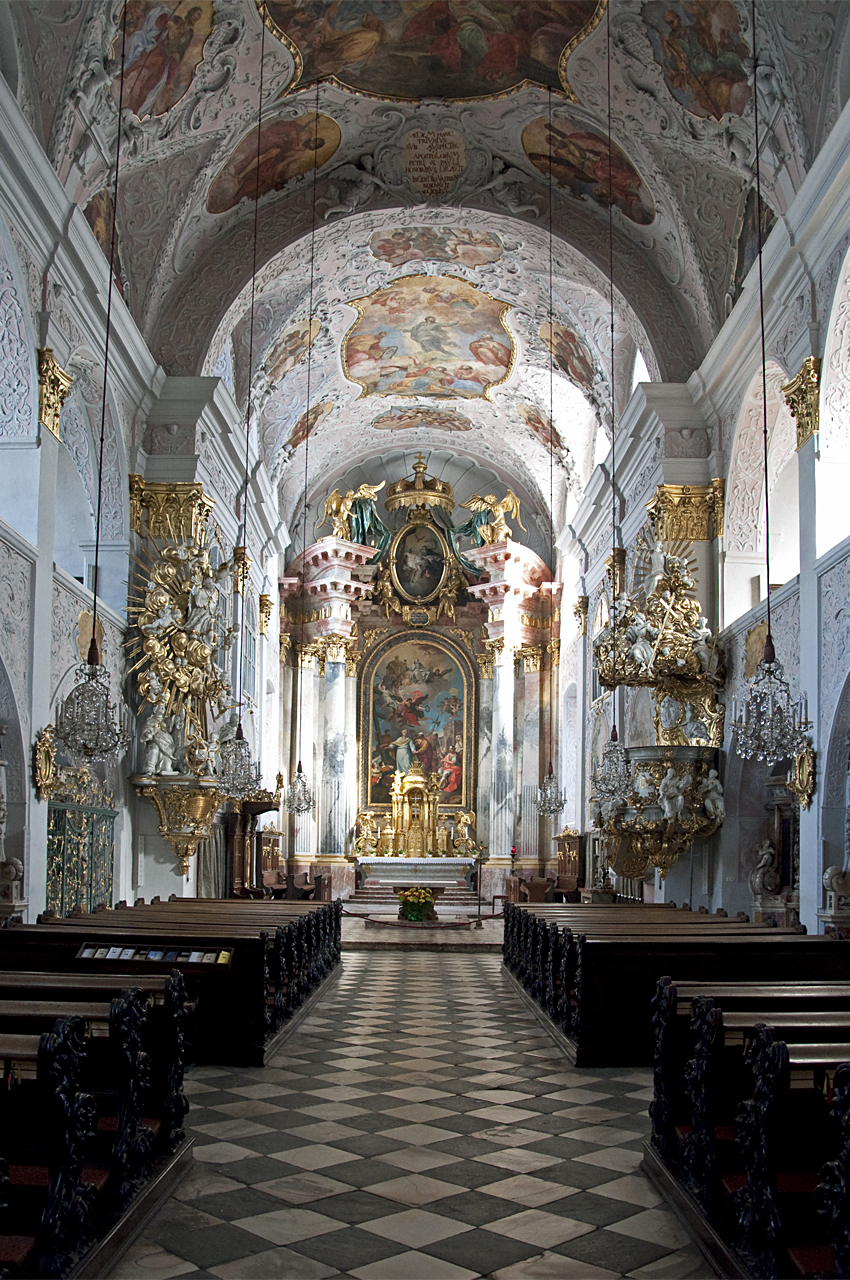
Innenraum, vom Eingang aus gesehen

Betritt man die Kirche durch das Hauptportal und das Eingangsgewölbe, so öffnet sich der machtvolle, aber geschlossen wirkende Saal des Hauptschiffes. Auf den Längsseiten wandeln sich die zwischen barock wirkenden Rundbögen stehenden Wandpfeiler im Obergeschoß in freie Stützen, die über Wandpilaster das Gebälk tragen, auf dem die Längstonne mit ihren Stichkappen liegt. In diesen Kappen sind kleine, rundbogige Fenster eingebaut, die ein wenig Licht in das Gewölbe einstrahlen lassen.
Der 17,9 Meter hohe Innenraum hat – vor allem durch den späteren Anbau des Presbyteriums bedingt – eine starke Ost-West-Ausrichtung. Bei einer heutigen Gesamtlänge der Kirche von 46 Metern teilen sich das Hauptschiff (20 m) und der Chor (19,5 m) den Innenraum fast hälftig auf.

### Decken- und Wandgestaltung
Der Stuck stammt aus verschiedenen Zeiten. Das Gewölbe der vorletzten zwei Seitenkapellen und an den Kreuzgewölben der Westempore tragen älteren, schweren Stuck (Knorpelwerkornamente und geschwungen gerahmte Kartuschen) aus der Zeit um das Jahr 1660, der Gabriel Wittini zugeschrieben wird. In der heute als Nebenausgang dienenden Seitenkapelle der Nordseite befindet sich um das Jahr 1669 gefertigter Stuck. Von Blätterranken eckig gerahmte Felder zeigen das Monogramm des Heilands und der Gottesmutter. Die Westempore trägt Stuck aus schweren Blätterranken und Knorpelwerk. Der Großteil des Stucks ist leichter und beschwingter. Er entstand nach dem Brand im Jahr 1723 durch Kilian Pittner und Josef Marx Pittner in den Jahren 1725 bis 1727. Schiff- und Chorgewölbe tragen zarte Blätter, zum Ornament verflochten, die Emporen zeigen Gitterwerke und feingliedriges Bandgeflecht.
Der Stuckdekor umrahmt 23 Freskenbilder an Gewölbe und Wänden. Sie wurden im 19. Jahrhundert durch Lexer, im 20. Jahrhundert durch August Veiter übermalt. Die vier Fresken an den Chorwänden mit Szenen aus dem Leben von Petrus und Paulus wurden im Jahr 1928 von Switbert Lobisser gemalt und ersetzten barocke Gemälde. Im Chorgewölbe ist die Verklärung Christi am Berg Tabor dargestellt, im Schiffsgewölbe die Himmelfahrt Christi und Mariens, in seitlichen Medaillons die Apostel. Die Fresken der Emporengewölbe zeigen verschiedene Heilige. Diese Fresken wurden durch Dachschäden zerstört und wurden von Veiter in den Jahren 1927 und 1928 neu gemalt.

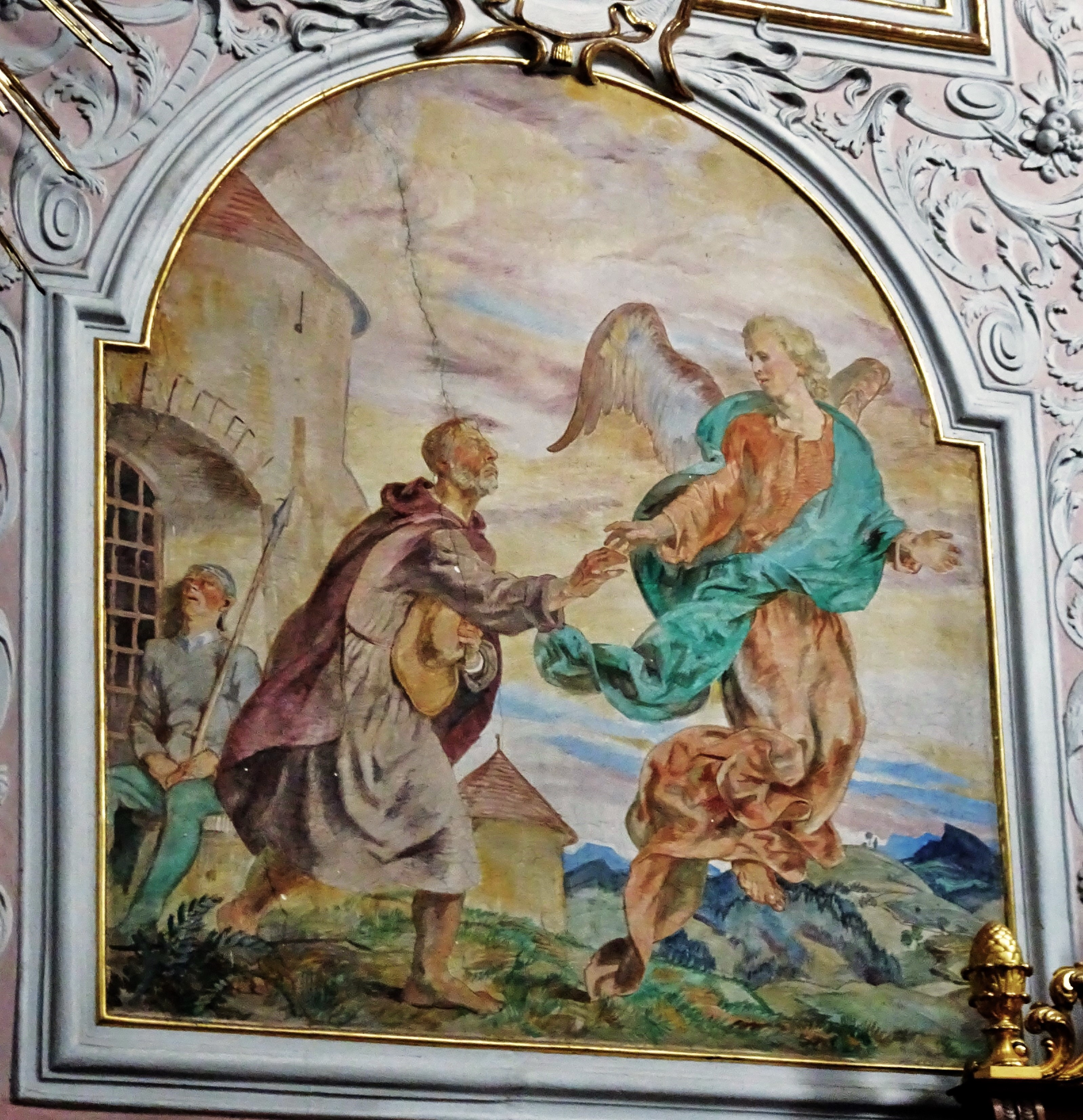
Die Befreiung des Apostels Petrus aus dem Gefängnis, Fresko von S. Lobisser
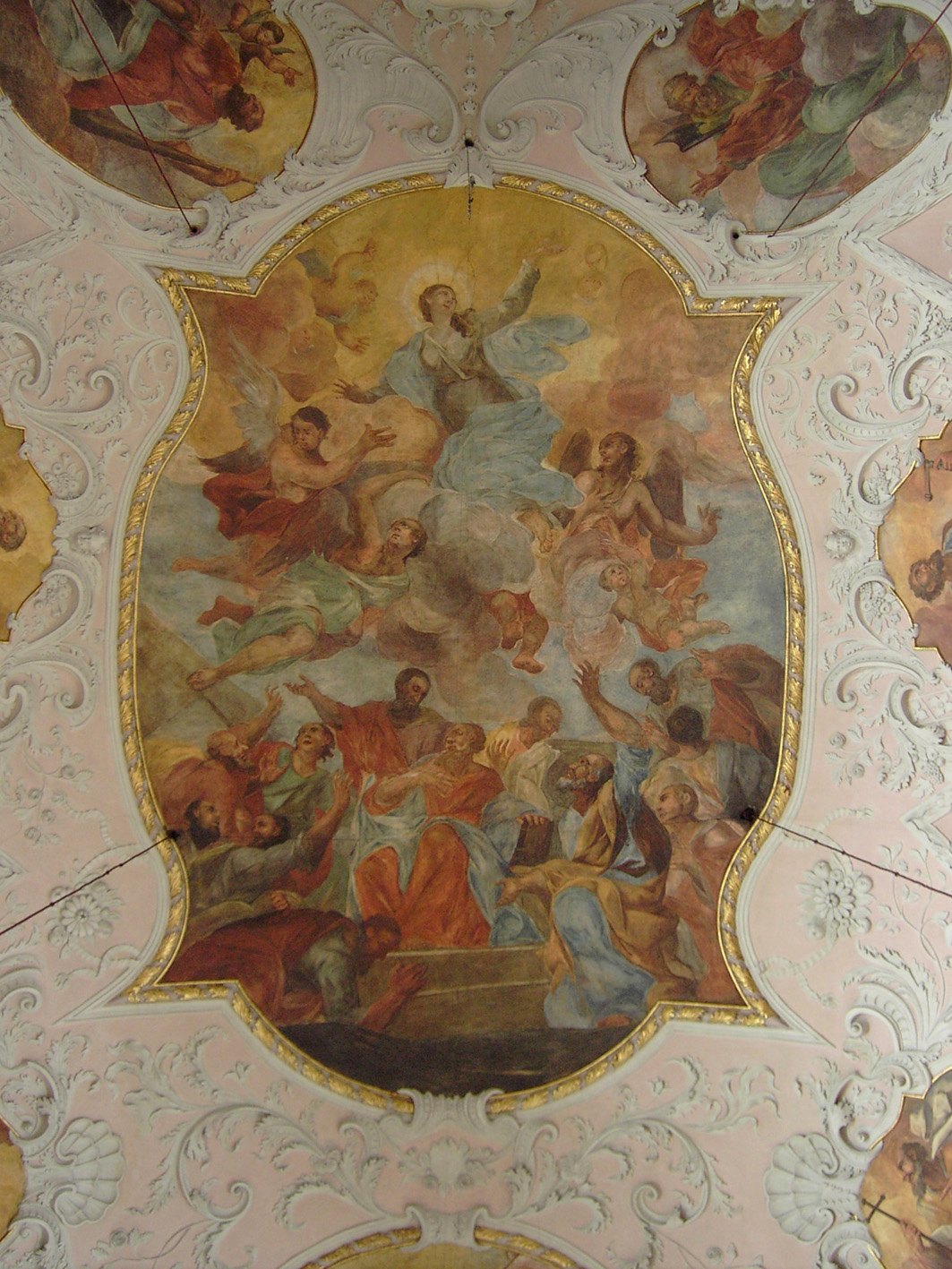
Deckenfresko, Himmelfahrt Mariens

### Ausstattung des Chorraums

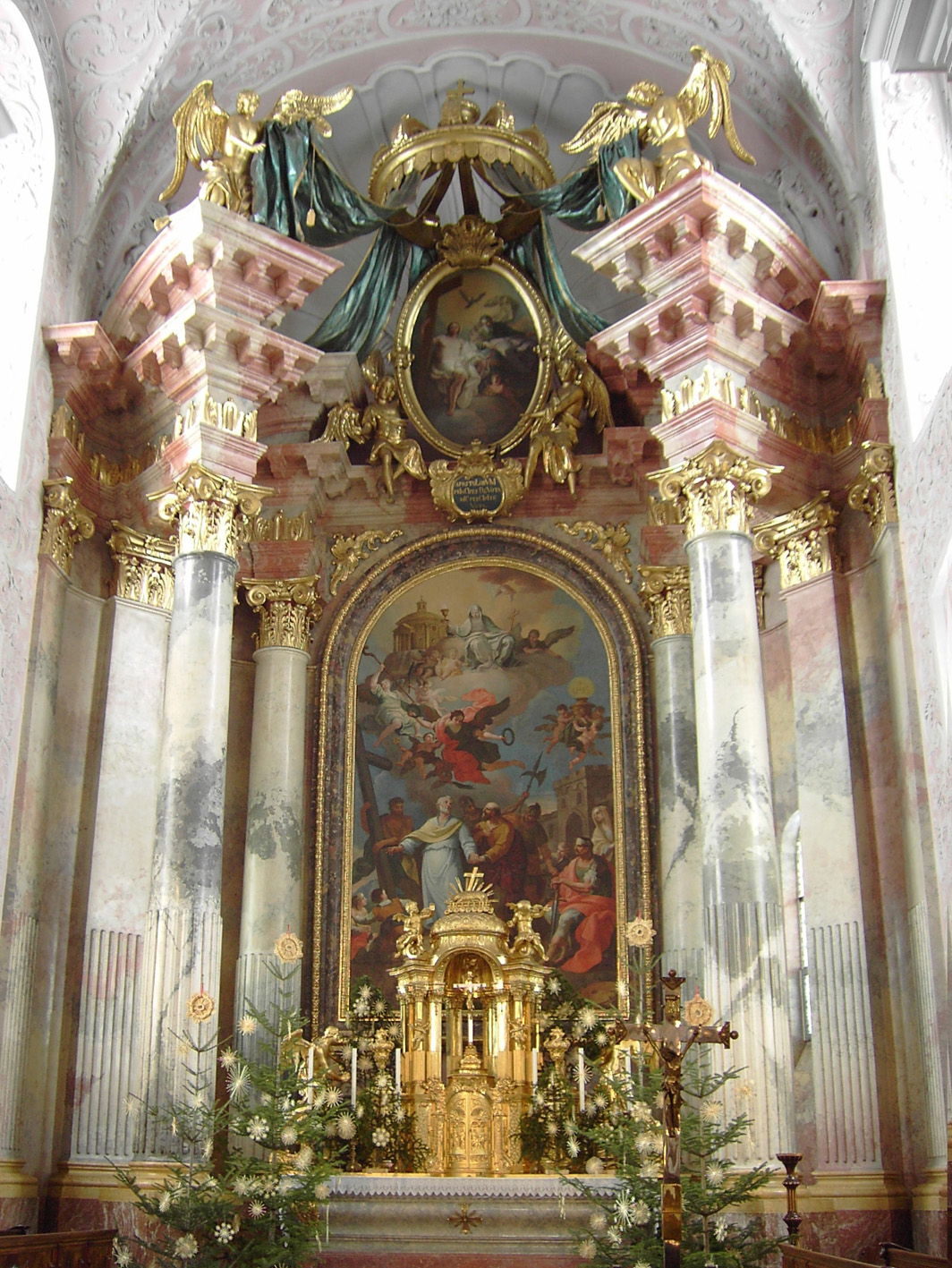
Hochaltar

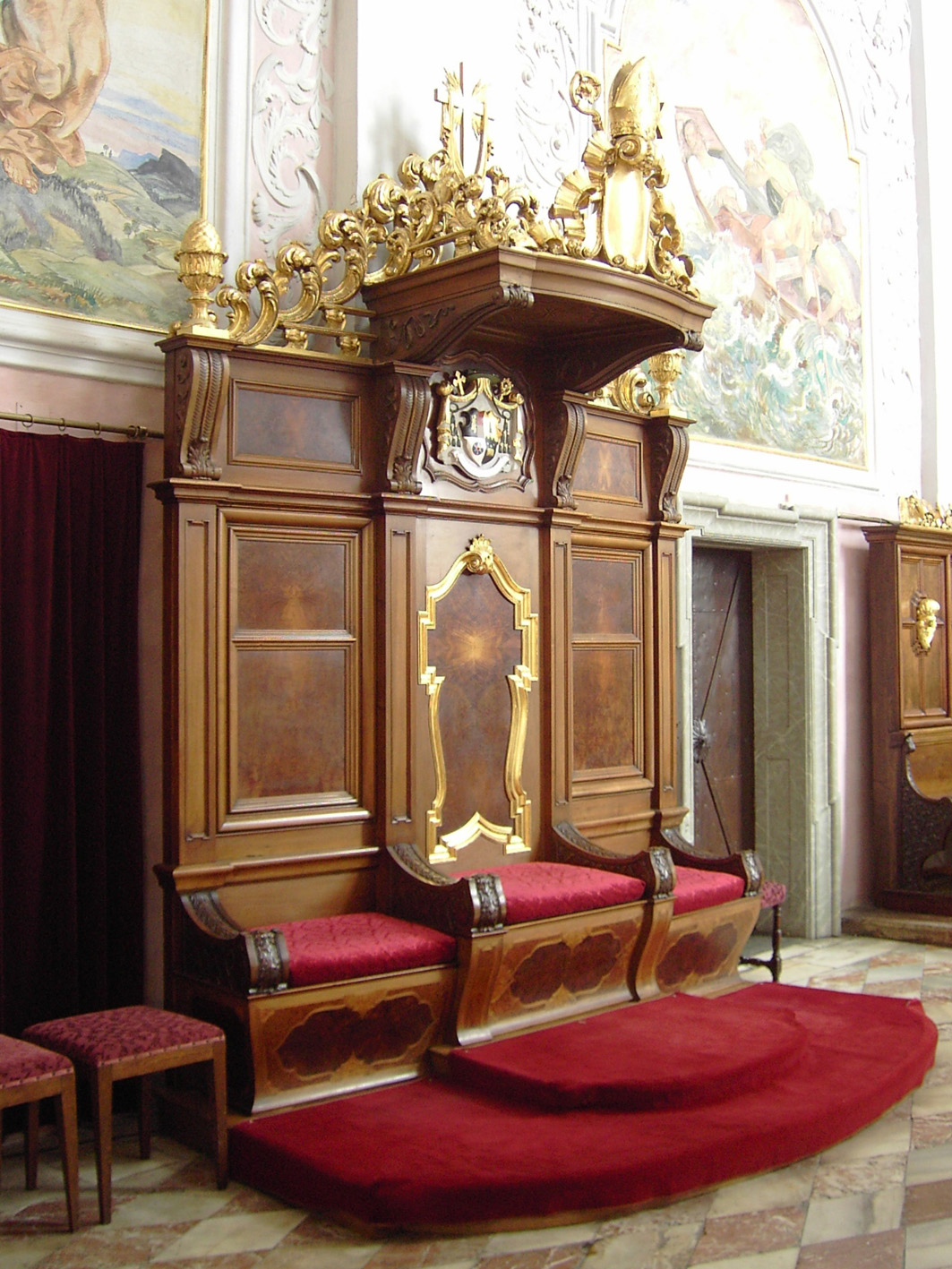
Bischofsthron, 1930, Entwurf Karl Holey

Der Hochaltar ist ein 18 Meter hoher Säulen-Pilasteraufbau aus Holz mit einem Baldachin. Die Kunstmarmorsäulen sind im unteren Bereich kanneliert, zusammen mit den Pilastern tragen sie ein wuchtiges Gebälk. Über diesem befindet sich ein zweites, das volutenartig geschwungen ist. Diese seitlichen Säulen werden von großen, goldenen Engelsstatuen bekrönt. Die Engel halten einen Vorhang zu Seite und geben so den Blick auf ein – ebenso von Engeln gehaltenes – ovales Bild mit der Heiligsten Dreifaltigkeit frei. Unter diesem Bild befindet sich zwischen den Säulen das große Altarbild, das von Daniel Gran im Jahr 1752 geschaffen wurde: es zeigt den Abschied von Petrus und Paulus, den beiden Kirchenpatronen. Engel in den Wolken über der Szene halten die Attribute der beiden Heiligen und Märtyrerkränze. Darüber schwebt in den Wolken eine Frau als Allegorie der Kirche. Der Tabernakel ist hoch und schlank, der Aufbau ähnelt einem säulenreichen Tempietto und trägt ein Kruzifix. Das kuppelähnliche Dach des Tabernakels trägt seitlich je einen Putto, in der Mitte das Buch mit sieben Siegeln und das strahlenumkränzte Auge Gottes. Unterhalb der Miniatur-Tempelhalle befindet sich der eigentliche Tabernakel, auf dessen Türen sich Reliefs der vier Evangelisten befinden. Seitlich des Tabernakels stehen Podeste mit Reliefs der ehernen Schlange und Opfer Abrahams, die als Träger für Vasen dienen. Ganz außen steht je ein manieristischer Engel in anbetender Haltung.
Das Chorgestühl an der Südseite und der Bischofsthron an der Nordseite stammen aus dem Jahr 1930 und wurden von Karl Holey entworfen. Unter dem Baldachin befindet sich das Wappen der Gurker Bischöfe. Ambo und Volksaltar wurden in den Jahren 1990 und 1991 vom Kärntner Wolfgang Stracke aus ungarischem Marmor geschaffen.

### Seitenkapellen
Die Seitenaltäre sind im Gegensatz zum hölzernen Hochaltar in den Jahren 1725 bis 1727 aus Marmor gefertigt worden. Sie sind einander ähnlich, gleichen sich paarweise und werden der Werkstatt von Lukas Misli in Laibach zugeschrieben. Die zwei östlichsten Altäre bestehen aus elf Marmorsorten, entstammen der Werkstätte des Venezianers Francesco Robba und tragen Statuen aus alabasterartigem Marmor. Die Altäre tragen geschwungene und glatte Säulen sowie Pilaster. Die nördliche, heute als Taufkapelle fungierende Marienkapelle besitzt als Altarbild die Gottesmutter mit Kind. Der Aufsatz trägt eine Figurengruppe mit der Verkündigung an Maria, die Seitenstatuen zeigen Aaron und Mirjam, ganz außen befindet sich auf Voluten noch je ein Putto. Die Kapelle ist durch ein schmiedeeisernes Gitter abgeschlossen, das aus der Zeit um das Jahr 1750 stammt und Anklänge an das Rokoko zeigt. Die südliche Christuskapelle besitzt ein Ignatiusbild von Paul Troger aus dem 1726. Die weißen Marmorstatuen seitlich des Bildes stellen die beiden Jesuitenheiligen Ignatius und Franz Xaver dar. Der Aufsatz zeigt die Heiligste Dreifaltigkeit mit einem die Weltkugel tragenden Putto.
Die beiden westlich anschließenden Altäre sind einfacher und haben nur ein Paar glatte Säulen und seitlich außen aus Voluten emporwachsende Pilaster. Ihre Dekoration besteht aus frühbarocken, schweren Fruchtgehängen, die auch an der Stirnseite der Mensen zu finden sind. Die nordseitige Annenkapelle zeigt im Altarbild Mutter Anna mit der jungen Maria. Der Aufsatz ist ein Puttenpaar zwischen Flammenvasen. In der südseitigen Josefskapelle steht ein Votivaltar der Josefsbruderschaft aus dem 19. Jahrhundert. Das Altarbild mit dem Tod des heiligen Josef von August Veiter (1902) wurde bei der letzten Renovierung in den Jahren 1990 und 1991 entfernt.
Die nach Westen nächste Nische besitzt an der Nordseite keinen Altar, da sich hier der frühere Haupt- und heutige Nebeneingang befindet. An der Südseite ist der Altar im Gegensatz zu allen anderen säulenlos. Das Altarbild zeigt den hl. Aloysius. Das darüber befindliche Ovalbild zeigt die Immaculata, die Seitenstatuen von Franz Rottmann stellen den hl. Aloysius und den hl. Stanislaus Kostka dar.
Die vom Hauptaltar am weitesten entfernte Kapelle ist an der Nordseite die Rosalienkapelle. Ihr Altar besitzt kannelierte Säulen mit angelehnten Pilastern. Die Mensa ist sarkophagähnlich, schräg neben ihr stehen Postamente, die Voluten tragen. Auf diesen kniet je ein Putto. Das Altarbild zeigt die hl. Rosalia, der Aufsatz die Statue des hl. Sebastian. An der Südseite befindet sich die Barbara-Kapelle mit einem Altar, der dem der Rosalienkapelle entspricht: Das Altarbild zeigt die Enthauptung der hl. Barbara.
Durch die Aloysius-Kapelle gelangt man an die in den Jahren 1660 und 1661 angebaute heutige Sakramentskapelle. Das ursprüngliche Altarbild mit dem hl. Franz Xaver wurde im 20. Jahrhundert durch eine Kopie der Madonna von Altötting ersetzt. Der Altar aus Stuckmarmor trägt seitlich links die Figur des hl. Andreas, rechts den hl. Wolfgang, die Namenspatrone des Stifters, Wolfgang Andreas Graf Orsini-Rosenberg. In den seitlichen Wandnischen stehen sechs Holzstatuen, die Jesuitenmissionare darstellen. Altar- und Nischenstatuen werden Christoph Rudolph zugeschrieben.
Unterhalb der Sakramentskapelle befindet sich die Bischofsgruft, in der die Altbischöfe Adam Hefter, Joseph Köstner und Valentin Wiery bestattet sind. Daneben gibt es noch die Domherrengruft, wo Stanislaus Cegovnik bestattet ist.

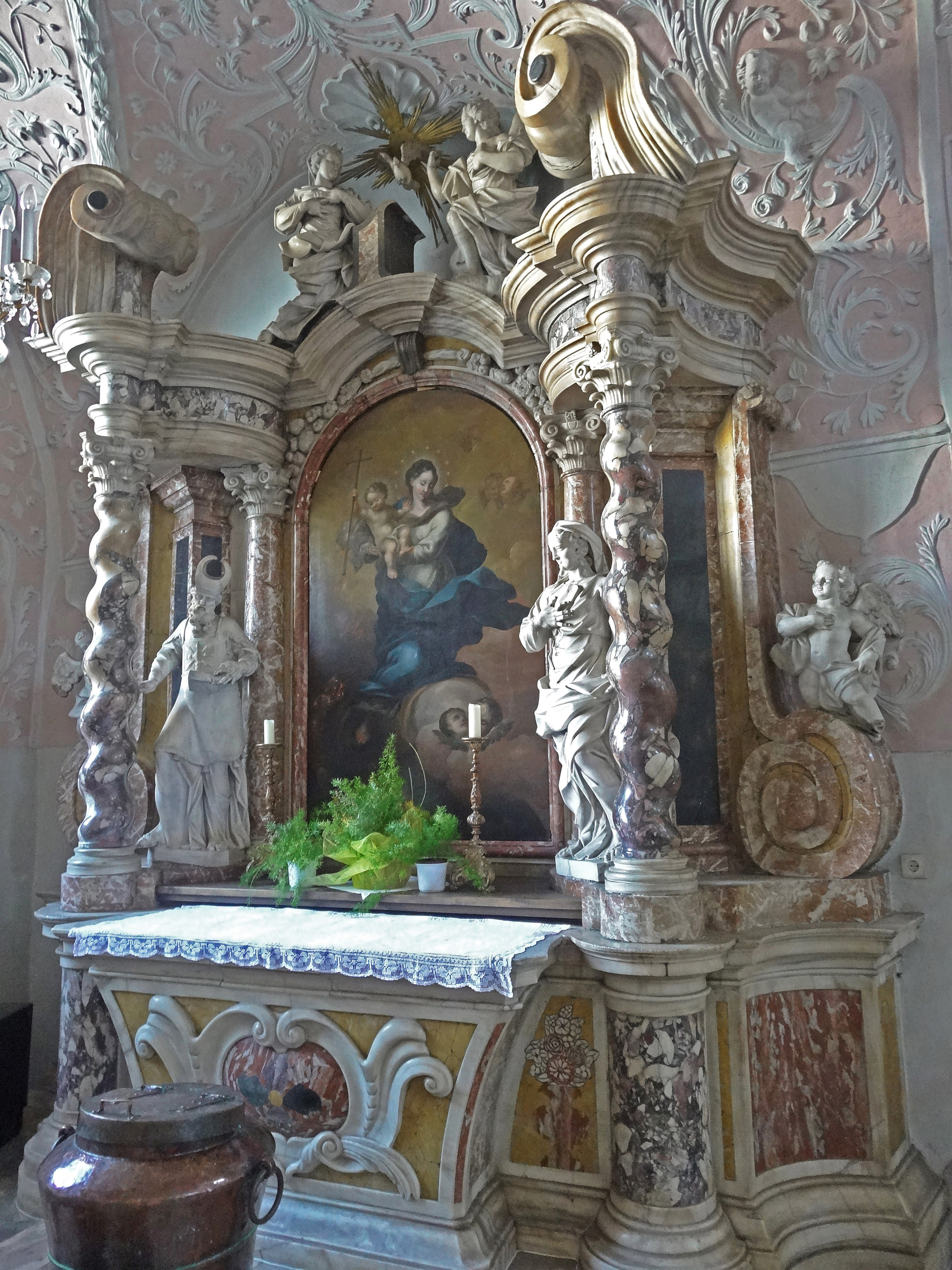
Der Altar der Taufkapelle
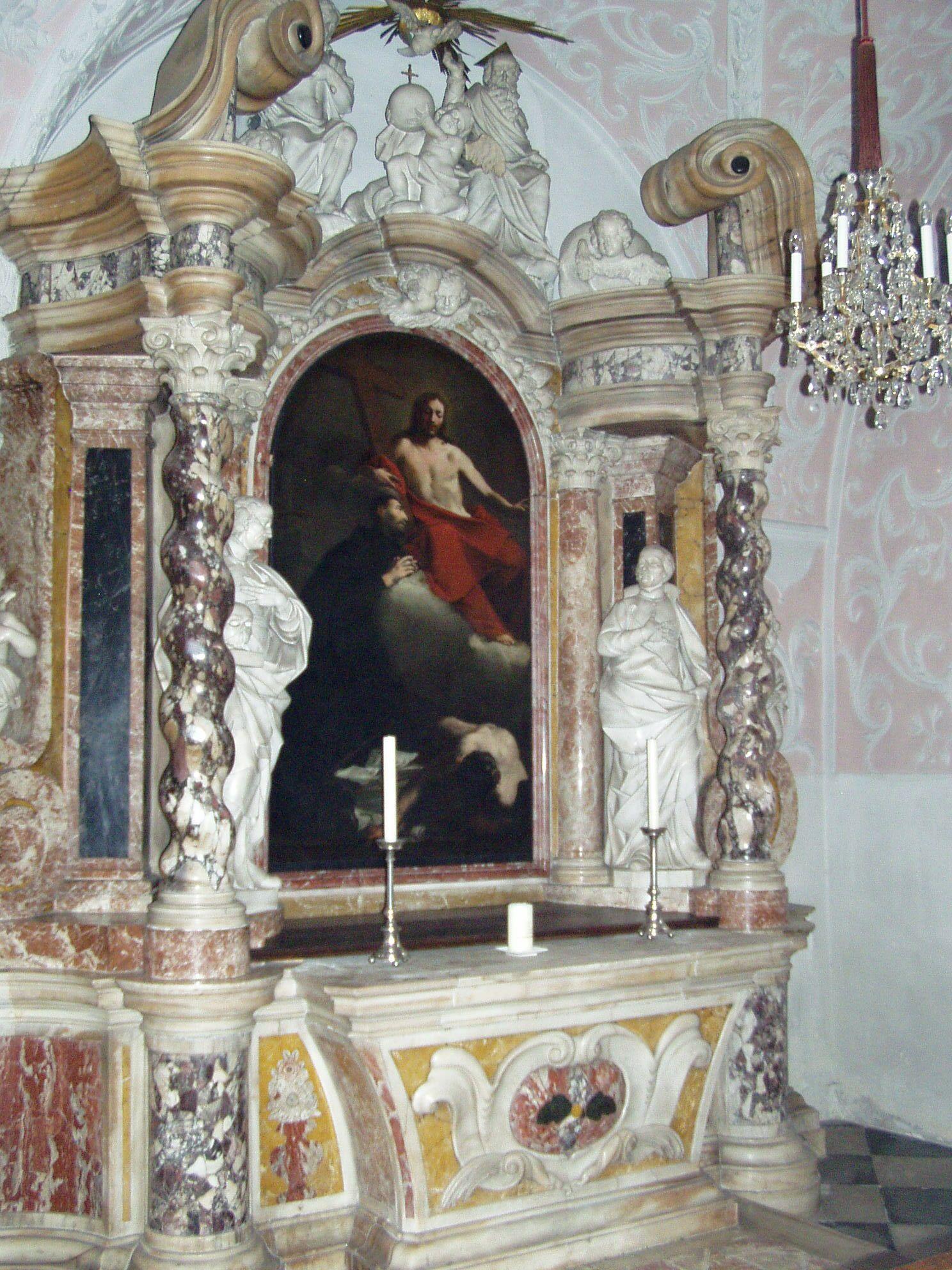
Ignatiusaltar
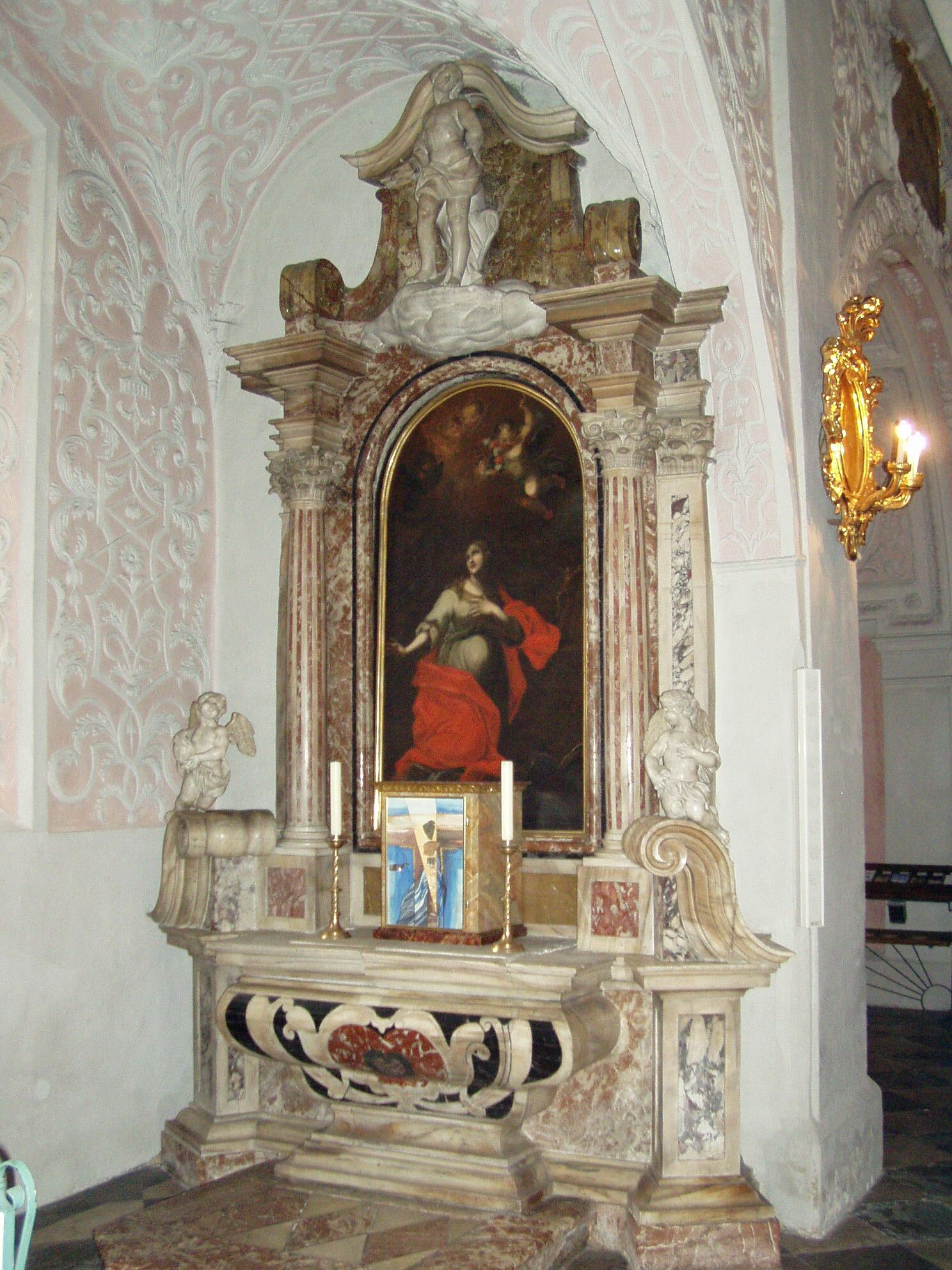
Rosalienaltar

### Kanzel

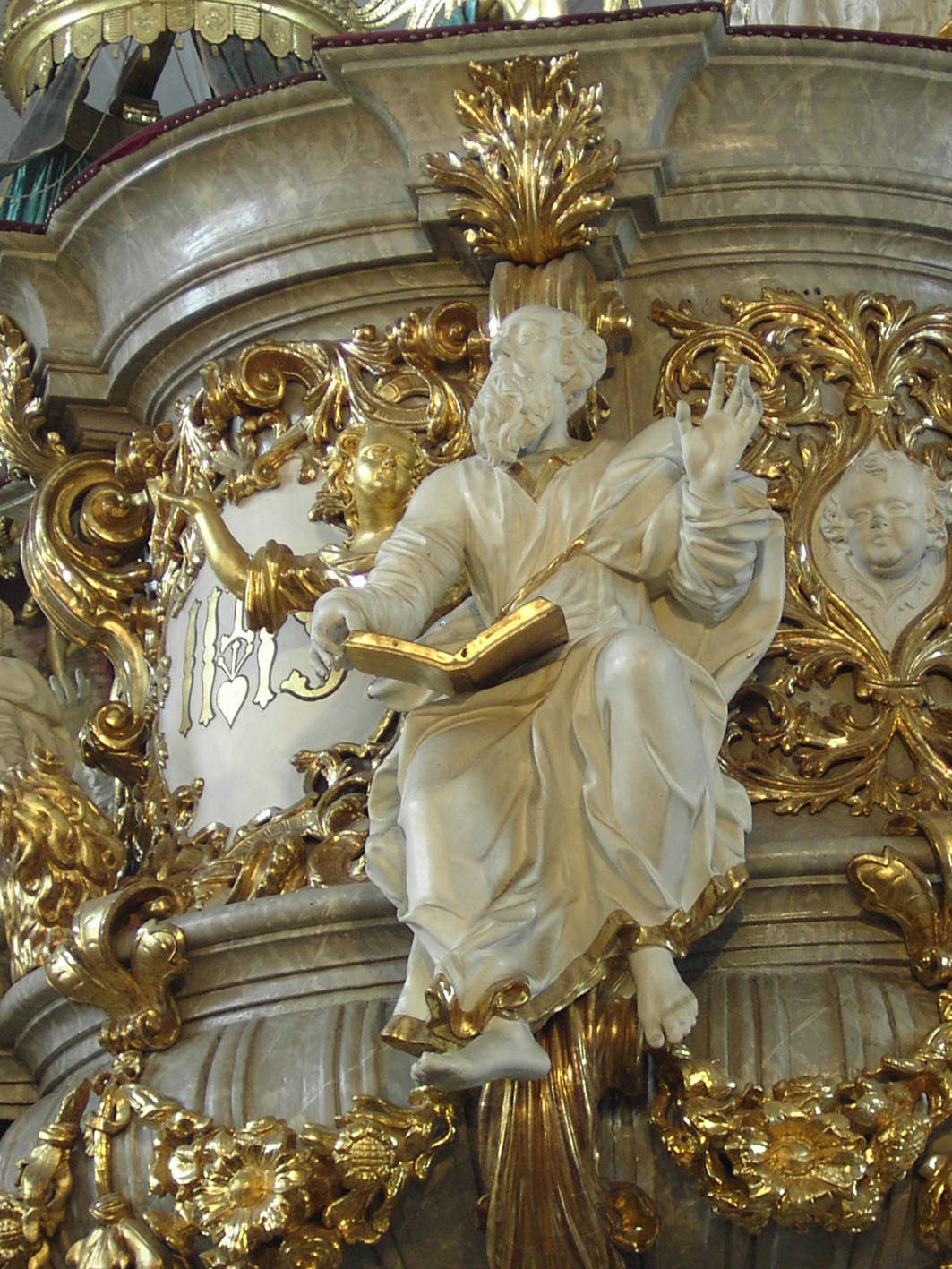
Kanzel, Detail: Evangelist Matthäus mit dem Menschenkopf (1726)

Die Kanzel aus dem Jahr 1726 befindet sich an der Südseite am Eingang des Chores. Sie besteht aus marmoriertem Holz und ist reich mit vergoldeten Ornamenten verziert. Die Figuren zeigen sich in weißer Polimentfassung, waren ursprünglich aber farbig bemalt. Der Korb der Kanzel besitzt ein gekröpftes Gesims, auf dem die vier Evangelisten sitzen: von links nach rechts Johannes mit dem Adler, Markus mit dem Löwen, Matthäus mit dem Menschenkopf und Lukas mit dem Stier. Zwischen ihnen befinden sich an der Brüstung Kartuschen, die das IHS-Zeichen zwischen zwei Putten zeigen. An der Rückwand befindet sich ein Vorhang, von zwei Putten gehalten, mit einer Kartusche, die ein Relief mit dem Guten Hirten von zwei Engeln gehalten zeigt. Der Schalldeckel stellt eine vergoldete, aufsteigende Wolke dar und wird vom auferstandenen Christus im Strahlenkranz gekrönt. Die linke Hand Christi liegt auf der Weltenkugel, die rechte ist segnend erhoben. Am unteren Rand des Schalldeckels befinden sich weibliche Allegorien der drei göttlichen Tugenden: die Liebe mit entflammtem Herzen, der Glaube mit dem Kreuz und die Hoffnung mit dem Anker. Die Kanzel wird Christoph Rudolph zugeschrieben.

### Apotheose des Johannes Nepomuk
An der Nordwand gegenüber der Kanzel befindet sich die Apotheose des hl. Johannes Nepomuk. Das Kunstwerk wurde in dem Jahr 1727 von den Kärntner Landständen gestiftet. Der Entwurf stammt von Josef Ferdinand Fromiller. Ausgeführt wurde das Werk im Jahr 1736, vermutlich von Christoph Rudolph. Auf dem Sockel befindet sich links die Allegorie des Herzogtums Kärnten, über ihr ein kreuztragender Putto, neben ihr ein Putto mit dem Kärntner Wappen. Rechts befindet sich eine weibliche Gestalt, die Allegorie des Goldenen Zeitalters, über ihr ein Putto, der aus einem Füllhorn Goldstücke auf das Wappen fallen lässt. Zeichen für die Vergänglichkeit sind die Waffen mit Schild und der Tod, als Skelett dargestellt. Darüber befindet sich himmlischer Glorie der heilige Nepomuk, wie er auf Wolken vor einem Strahlenkranz kniet. Um ihn tanzen pausbäckige Putten.

### Glocken
Im Turm hängen fünf Glocken, wobei die kleinste Glocke solistisch als Sterbeglocke fungiert. Sie wurden in der Nacht vom 17. auf den 18. April 1951 durch die Glockengießerei Oberascher aus Salzburg gegossen und am 29. April geweiht und aufgezogen.
Vollgeläut sind jeweils sonntags vor dem Gottesdienst.
| Nr. | Name/Funktion               | Gussjahr | Gießer     | Nominal (GT-1/8) | Gewicht (kg) | Durchmesser (cm) |
| 1   | Peter & Paul/Bischofsglocke | 1951     | Oberascher | c1 ±0            | 2.077        | 156              |
| 2   | Herz Jesu/Kapitelsglocke    | 1951     | Oberascher | e1 ±0            | 1.041        | 124              |
| 3   | Mariä Himmelfahrt           | 1951     | Oberascher | g1 +2            | 618          | 104              |
| 4   | Hemma                       | 1951     | Oberascher | a1 +2            | 439          | 92               |
| 5   | Josef/Sterbeglocke          | 1951     | Oberascher | c2               | 263          | 80               |

### Orgeln
Im Dom zu Klagenfurt gibt es zwei Orgeln: Die Hauptorgel auf der Empore, und (ab 2015) eine Chororgel im Chorraum.

#### Hauptorgel

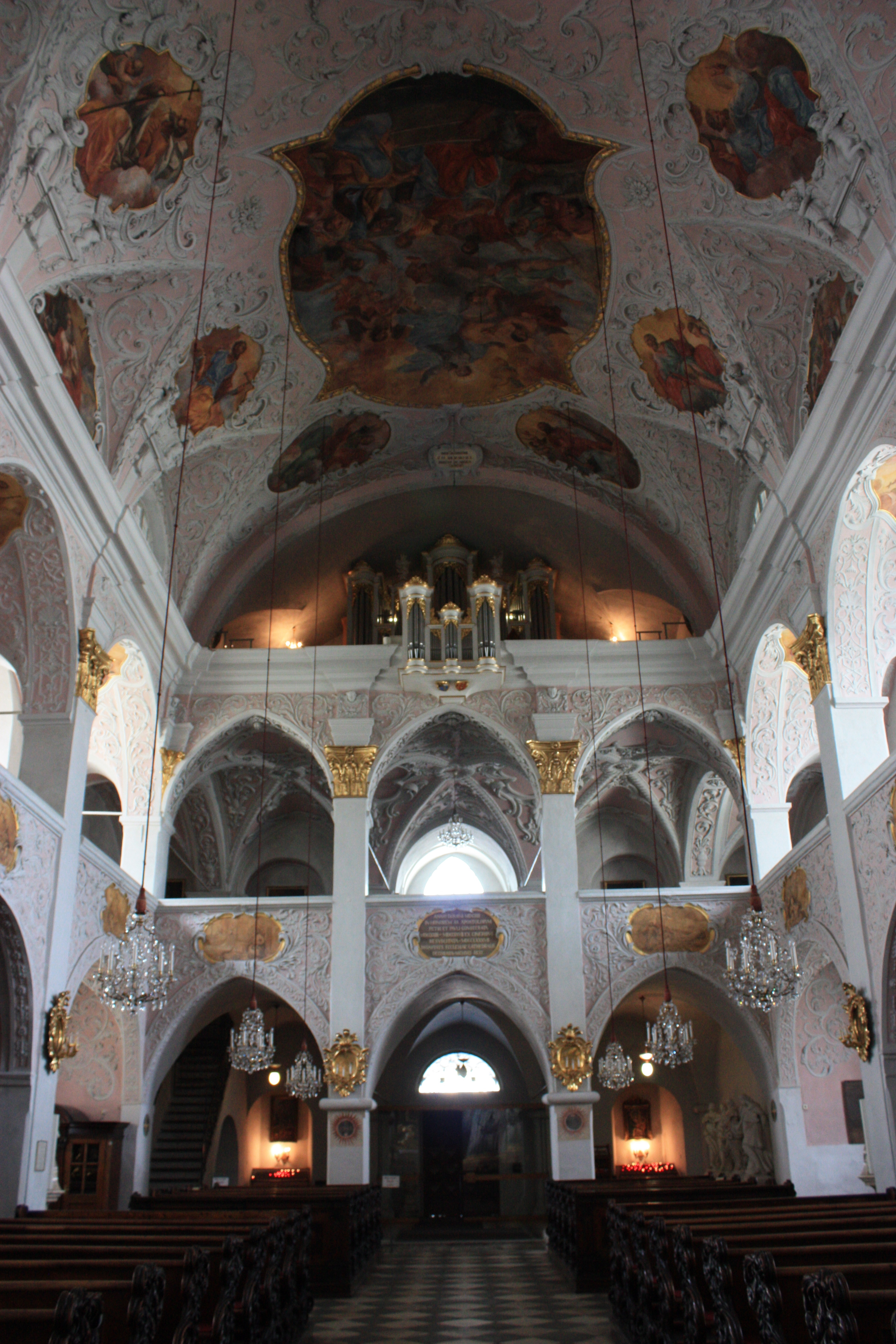
Orgelempore

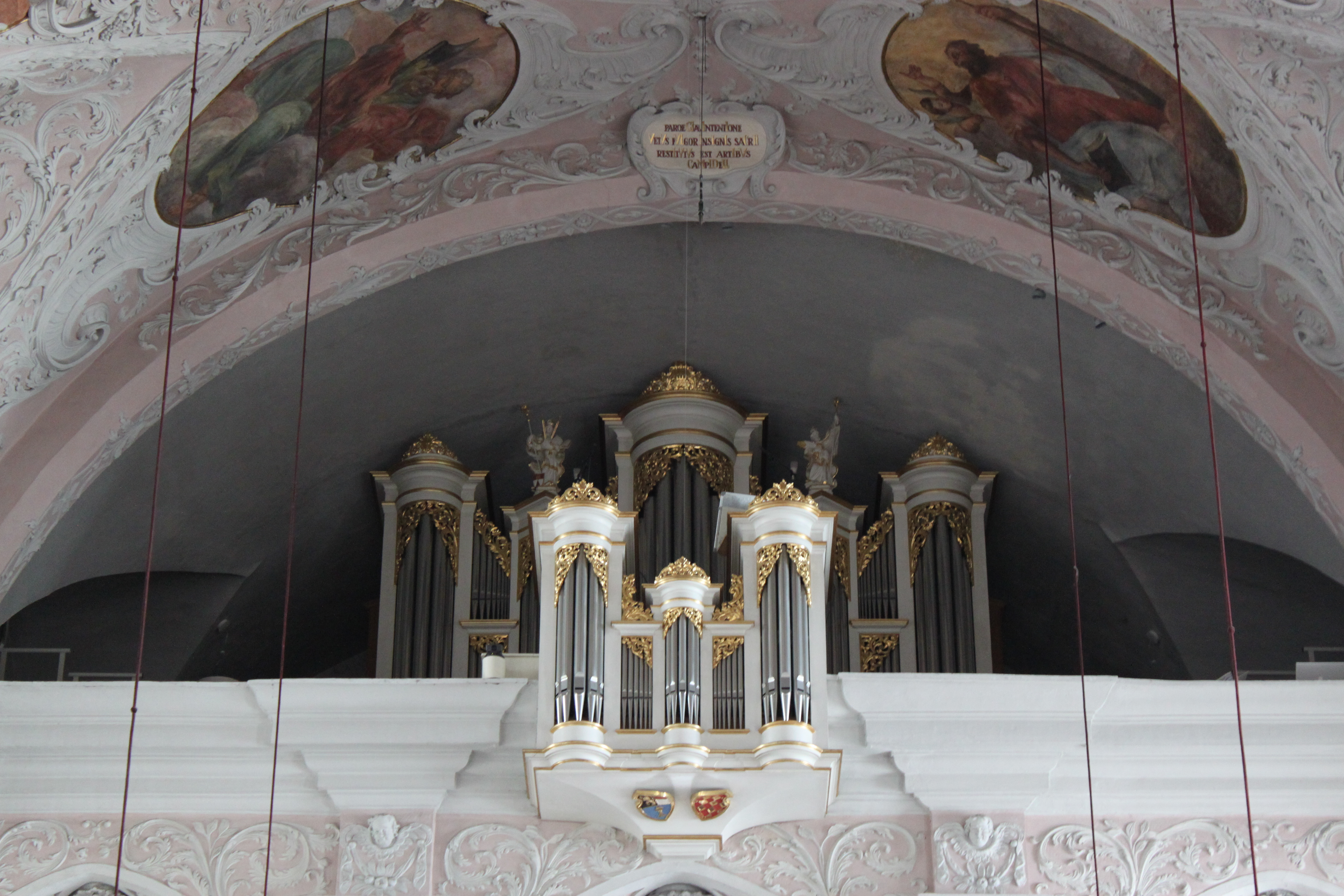
Hauptorgel

Die Orgel des Klagenfurter Doms befindet sich auf der zweiten Empore. Sie wurde im Jahr 1986 von der Schweizer Werkstatt Mathis Orgelbau errichtet, besitzt 45 Register auf drei Manualen und Pedal. Das Gehäuse ist in barockem Stil gehalten und besteht aus Hauptwerk, flankierendem Türmen und dem Rückpositiv auf der Emporenbrüstung. Das Instrument wurde im Jahr 2008 einer Ausreinigung unterzogen.
| I Rückpositiv C–g3 |                 |       |
| 1.                 | Gedackt         | 8′    |
| 2.                 | Praestant       | 4′    |
| 3.                 | Rohrflöte       | 4′    |
| 4.                 | Octave          | 2′    |
| 5.                 | Larigot         | 1 ⁄3′ |
| 6.                 | Sesquialtera II | 2 ⁄3′ |
| 7.                 | Scharff V       | 1 ⁄3′ |
| 8.                 | Krummhorn       | 8′    |
| 9.                 | Holzregal       | 8′    |
|                    | Tremulant       |       |

| II Hauptwerk C–g3 |                      |       |
| 10.               | Bourdon              | 16'   |
| 11.               | Principal II (ab c1) | 8′    |
| 12.               | Flauto               | 8′    |
| 13.               | Viola                | 8′    |
| 14.               | Voce umana (ab g0)   | 8′    |
| 15.               | Octave               | 4′    |
| 16.               | Spitzflöte           | 4′    |
| 17.               | Quinte               | 2 ⁄3′ |
| 18.               | Octave               | 2′    |
| 19.               | Mixtur V             | 2′    |
| 20.               | Cymbel III           | 1′    |
| 21.               | Cornet V (ab f0)     | 8′    |
| 22.               | Trompete             | 8′    |

| III Schwellwerk C–g3 |                      |        |
| 23.                  | Diapason             | 8′     |
| 24.                  | Gambe                | 8′     |
| 25.                  | Flûte                | 8′     |
| 26.                  | Voix célèste (ab c0) | 8′     |
| 27.                  | Principal            | 4′     |
| 28.                  | Flute traversière    | 4′     |
| 29.                  | Nasard               | 2 ⁄3′  |
| 30.                  | Cor de nuit          | 2′     |
| 31.                  | Tierce               | 1 3⁄5′ |
| 32.                  | Plein jeu V          | 2′     |
| 33.                  | Basson               | 16′    |
| 34.                  | Trompette harmonique | 8′     |
| 35.                  | Hautbois             | 8′     |
| 36.                  | Clairon              | 4′     |
|                      | Tremulant            |        |

| Pedal C–f1 |              |         |
| 37.        | Principal    | 16′     |
| 38.        | Subbaß       | 16′     |
| 39.        | Quinte       | 10 2⁄3′ |
| 40.        | Octave       | 8′      |
| 41.        | Gedacktflöte | 8′      |
| 42.        | Choralbass   | 4′      |
| 43.        | Mixtur IV    | 2 ⁄3′   |
| 44.        | Posaune      | 16′     |
| 45.        | Zink         | 8′      |

- Koppeln – je als Handregister und Fußtritt: I/II, III/II, III/I, I/P, II/P, III/P
- Spielhilfen:
  - Zwei Plenotritte, zur Aktivierung bzw. Deaktivierung der Prinzipale des Hauptwerks und des Pedals
  - Zwei Registertritte, zur Aktivierung/Deaktivierung der Trompete 8’ (Hauptwerk) und Posaune 16’ (Pedal)
  - Sperrventil, zur Aktivierung/Deaktivierung des Großpedals

#### Chororgel
Firma Rieger Orgelbau aus Schwarzach in Vorarlberg hat im Frühjahr 2016 im Dom eine neue Chororgel errichtet, die den Namen „Marienorgel“ trägt. Die Orgelweihe hat am 30. April 2016 stattgefunden. Das neue Instrument verfügt über insgesamt 35 Register auf zwei Manualen und Pedal und ist insbesondere für romantische und zeitgenössische Musik disponiert (ursprünglich waren 31 Register geplant). Das Pfeifenwerk ist in den Nischen hinter den Oratorienfenstern auf der Nord- und Südseite des Altarraumes untergebracht. Der Spieltisch ist südlich des Altares ebenerdig platziert. Die Disposition der neuen Orgel sieht folgendermaßen aus:
| I Hauptwerk C–a3 Prospekt Südseite |                  |       |
| 1.                                 | Bourdon          | 16′   |
| 2.                                 | Principal        | 8′    |
| 3.                                 | Flûte harmonique | 8′    |
| 4.                                 | Bourdon          | 8′    |
| 5.                                 | Gambe            | 8′    |
| 6.                                 | Octave           | 4′    |
| 7.                                 | Flûte à bois     | 4′    |
| 8.                                 | Quinte           | 2 ⁄3′ |
| 9.                                 | Doublette        | 2′    |
| 10.                                | Mixur IV         | 1 ⁄3′ |
| 11.                                | Trompette        | 8′    |
| 12.                                | Clarinette       | 8′    |
|                                    | Tremblant        |       |

| II Schwellwerk C–a3 Südseite unsichtbar |                      |        |
| 13.                                     | Montre               | 8′     |
| 14.                                     | Salicional           | 8′     |
| 15.                                     | Voix céleste         | 8′     |
| 16.                                     | Bourdon              | 8′     |
| 17.                                     | Flûte traversière    | 4′     |
| 18.                                     | Fugara               | 4′     |
| 19.                                     | Nazard harmonique    | 2 ⁄3′  |
| 20.                                     | Octavin              | 2′     |
| 21.                                     | Tierce harmonique    | 1 3⁄5′ |
| 22.                                     | Fourniture V         | 2′     |
| 23.                                     | Trompette harmonique | 8′     |
| 24.                                     | Hautois              | 8′     |
| 25.                                     | Voix humaine         | 8′     |
| 26.                                     | Clairon              | 4′     |
|                                         | Tremolo              |        |

| Pedal C–f1 Prospekt Nordseite |             |     |
| 27.                           | Flûte       | 16′ |
| 28.                           | Soubass     | 16′ |
| 29.                           | Principal   | 8′  |
| 30.                           | Violoncelle | 8′  |
| 31.                           | Bourdon     | 8′  |
| 32.                           | Flûte       | 4′  |
| 33.                           | Basson      | 16′ |
| 34.                           | Trompette   | 8′  |
| 35.                           | Clairon     | 4′  |

- Koppeln: II/I, I/P, II/P.

## Begräbnisstätten

### Ehemaliger Friedhof
Im Osten des Domes befand sich einst ein Friedhof, von dem keine Spuren mehr zeugen. Das Gelände dient teilweise als Parkplatz, aber auch Feiern der Pfarre finden dort statt.

### Gruftanlagen

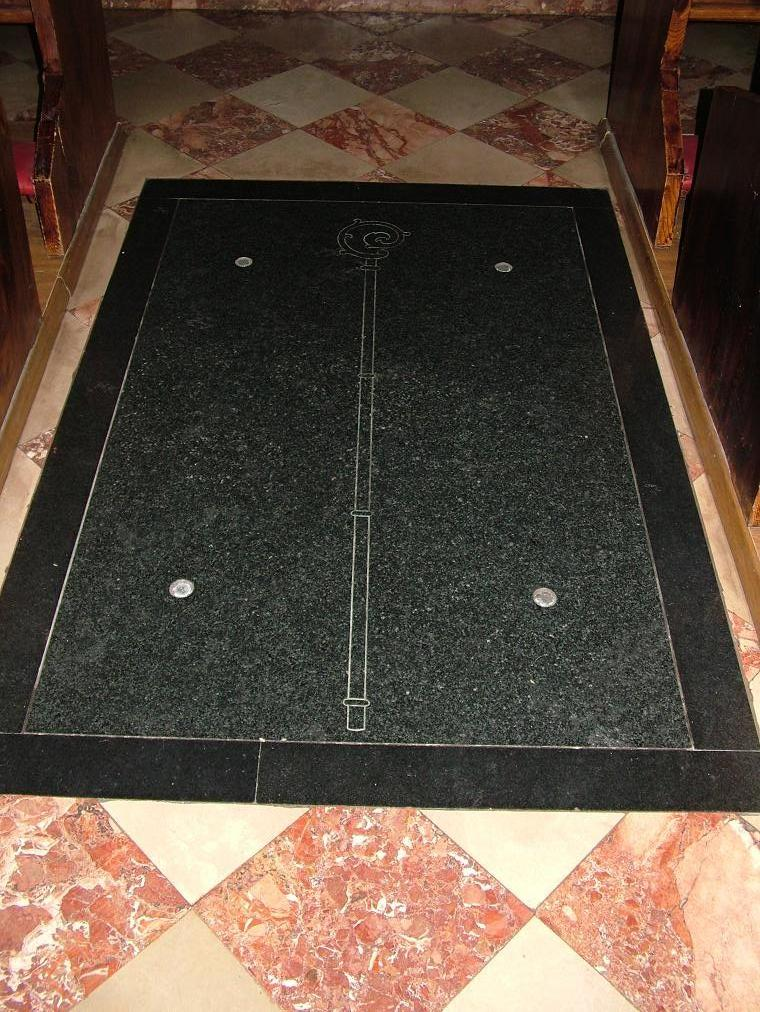
Bischofsgruft unter der Franz-Xaver-Kapelle

Im Inneren der Domkirche befinden sich zwei Grüfte:

#### Bischofsgruft
Diese befindet sich unter der Franz-Xaver-Kapelle. Hier sind bestattet:
- Valentin Wiery (* 12. Februar 1813 in St. Marein bei Wolfsberg; † 29. Dezember 1880 in Klagenfurt)
- Adam Hefter (* 6. Dezember 1871 in Stetten bei Prien am Chiemsee; † 9. Januar 1970 ebenda)
- Joseph Köstner (* 9. März 1906 in Klagenfurt; † 1. Januar 1982 ebenda)

#### Domherrengruft
In der Domherrengruft sind bestattet:
- Stanislaus Cegovnik (* 1926; † 11. Juli 2009)
- Karl-Heinz Frankl (* 12. Dezember 1938 in Zwettl; † 28. Dezember 2019 in Klagenfurt)